# 아르투르 스몰랴니노프
아르투르 세르게예비치 스몰랴니노프(러시아어: Арту́р Серге́евич Смольяни́нов, 1983년 10월 27일 ~ )는 러시아의 배우이다.

## 출연 작품
- 다크 아워 - 유리 역
- AK-47 - 캡틴 리우티 역

## 같이 보기
- 러시아의 우크라이나 침공 반전 시위